# Endecasartorite
L'endecasartorite (simbolo IMA: Hksat) è un minerale del gruppo della sartorite appartenente alla famiglia dei "solfuri e solfosali" con composizione chimica Tl2Pb48As82S172.

## Etimologia e storia
L'endecasartorite è stata chiamata in questo modo per la sua relazione con la sartorite e per la sua sovrastruttura a undici strati (endeca in greco significa undici) dalla struttura di base da 4,2 Å. Il nome radice è per Wolfgang Sartorius von Waltershausen (1809 - 1876) professore di mineralogia presso l'Università Georg-August di Gottinga, Germania.

## Classificazione
L'endecasartorite è stata approvata dall'Associazione Mineralogica Internazionale (IMA) come specie minerale a sé stante nel 2015, quindi non è elencata nella classica nona edizione della sistematica dei minerali di Strunz, aggiornata dall'IMA al 2009.
Il minerale è elencato nell'edizione successiva, proseguita dal database "mindat.org" e chiamata Classificazione Strunz-mindat, dove l'endecasartorite compare nella classe dei "solfuri e solfosali (solfuri, seleniuri, tellururi; arseniuri, antimoniuri, bismuturi; solfoarseniuri, solfoantimonuri, solfobismuturi, ecc.)" e nella sottoclasse "2.H Solfosali di archetipo SnS"; questa è ulteriormente suddivisa in base all'eventuale presenza di alcuni metalli, in modo che il minerale possa essere trovato nella sezione "2.HC Con solo Pb" dove insieme a eptasartorite, decatriasartorite, incomsartorite ed écrinsite forma il sistema nº 2.HC.05e.
Anche nella Sistematica dei lapis (Lapis-Systematik) di Stefan Weiß l'endecasartorite è elencata nella classe dei "solfuri e solfosali" e da lì nella sottoclasse dei "solfosali (S : As,Sb,Bi = x)" dove si trova nella sezione dei "solfosali di piombo con As/Sb (x= 2,3 - 1,8)"; qui forma il sistema nº 	
II/E.25 insieme a argentoliveingite, barikaite, carducciite, decatriasartorite, enneasartorite, eptasartorite, guettardite, hyršlite, incomsartorite, liveingite, marumoite, polloneite, rathite, sartorite e twinnite.

## Abito cristallino
L'endecasartorite cristallizza nel sistema monoclino con il gruppo spaziale P21/c (gruppo nº 14) con i parametri reticolari a = 31,806(5) Å, b = 7,889(12) Å, c = 28,556(4) Å e β = 99,034(2)°, oltre ad avere 1 unità di formula per cella unitaria.

## Origine e giacitura
L'endecasartorite è stata trovata nella dolomia in paragenesi con baumhauerite e rathite.
L'endecasartorite è un minerale molto raro ed è stato rinvenuto solo nella sua località tipo, la cava di "Lengenbach" (46.365°N 8.22111°E) nella valle di Binn (Canton Vallese, Svizzera).

## Forma in cui si presenta in natura
L'endecasartorite si forma come cristalli di forma imperfetta. La lucentezza è metallica e il colore è grigio-nero, mentre quello del suo striscio è nero.